# Bourillon
Der Bourillon ist ein Fluss in Frankreich, der im Département Loiret in der Region Centre-Val de Loire verläuft. Er entspringt dem Stausee Étang du Luet im Gemeindegebiet von Vannes-sur-Cosson, entwässert generell in westlicher Richtung durch die wald- und seenreiche Landschaft Sologne und mündet nach rund 21 Kilometern im Gemeindegebiet von Marcilly-en-Villette als rechter Nebenfluss in den Cosson.

## Orte am Fluss
- Chérupeaux, Gemeinde Tigy
- Marcilly-en-Villette

## Sehenswürdigkeiten
- Château Le Luet
- Château de Chérupeaux
- Tuilerie du Cerfbois